# Tvangeste
Tvangeste — музыкальная группа, основанная в России, играющая в стиле симфонический блэк-метал. Основана в Калининграде (получила имя по первому названию местности — Тувангсте/Туангсте/Твангсте) в 1997 году гитаристом Михаилом Чирва («Мирон»).

## История
История группы началась в 1995 году, когда Михаил Чирва дал объявление в газету с целью создания группы. Но датой образования Tvangeste является 1997 год, первый состав группы выглядел следующим образом: Михаил «Мирон» Чирва —- гитара, вокал; Эдгар —- бас, вокал; Юлия —- клавишные; Асмодей —- ударные; Николай «Кок» Казьмин —- гитара.
Вскоре было записан промотрек Blood Dreams, а 16 ноября 1997 года состоялся первый концерт Tvangeste в клубе «Хозяин». К 1999 году происходят перестановки в составе, и он приобретает следующий вид: Николай Казьмин —- гитара; Михаил Чирва — гитара, вокал; Вано Майоров —- бас; Виктория —- клавиши. Как поклонниками, так и газетами были отмечены концертные выступления Tvangeste, которые включали декорации, огневые шоу, рыцарские схватки и т. д.
В 2000 году группе предложили свои издательские услуги ряд лейблов, как отечественных, так и зарубежных. Но в силу неких причин Tvangeste не приняли ни одного из предложений.
Годом ранее, в 1999 году, выходит дебютный полноформатный альбом Damnation of Regiomontum, принёсший контракт на два альбом с норвежским лейблом Valgalder Records. В марте 2001 года альбом был издан лейблом Valgalder Records в количестве 5000 экземпляров в форматах CD и кассеты. После выпуска альбома в Tvangeste приходит вторая клавишница Натюрель.
Второй альбом FireStorm записывался в польской студии SELANI (Behemoth, Vader, Lux Occulta, Christ Agony), в записи которого принимал участие полный состав Балтийского Симфонического Оркестра, а также был приглашён барабанщик из польской группы Dominium.
В апреле 2005 года Михаил Чирва и клавишница группы Натюрель покинули Россию, переехав в Канаду, а российский состав группы был распущен.
2009 — в саундтрек компьютерной игры Brütal Legend включена композиция «Birth of the Hero» с альбома «Firestorm» 2003 года.
В конце зимы 2013 года ожидался выход нового альбома. Изначально планировалось назвать его «SATORI» (в переводе с японского «просветление, озарение»), однако позже музыканты отказались от этого названия. Также возможно, что данный альбом станет последним для группы.

## Дискография
- 1997 — Blood Dreams (промо)
- 1998 — Thinking… (демо)
- 1999 — Damnation of Regiomontum
- 2003 — FireStorm

## Состав

### Настоящий состав
- Михаил «Мирон» Чирва — гитара, вокал
- Натюрель Чирва — клавишные
- Digitalmodel (OlaA) — женский вокал

### Бывшие участники
- Эдгар — бас, вокал
- Юлия — клавишные
- Асмодей — ударные
- Николай Казьмин — гитара
- Victoria Koulbachnaja — клавишные
- Вано Майоров† — бас